# Mohawks d'Akwesasne
Les Mohawks d'Akwesasne constituent une Première Nation (au sens de « bande indienne ») mohawk du Canada, dont le siège est situé à Akwesasne au Québec et en Ontario. Bien que le territoire d'Akwesasne comprenne également des portions situées aux États-Unis, le conseil de bande des Mohawks d'Akwesasne est constitué selon la loi canadienne et n'a compétence que sur les portions canadiennes d'Akwesasne, soit les réserves Akwesasne 15 et Akwesasne 59. La population inscrite de la bande ne concerne également que celle enregistrée en vertu des lois canadiennes. En date du mois de novembre 2023, elle est de 13 363 personnes, dont 3 077 vivent hors des réserves.  
Le nom d'Akwesasne dans la langue mohawk signifie « là où la perdrix bat des ailes ». 

## Compétence
Le territoire d'Akwesasne, à cheval sur la frontière canado-américaine, est constitué de trois réserves distinctes contiguës pour chacun des provinces et État : 
- Akwesasne 15 au Québec,
- Akwesasne 59 en Ontario et
- Réserve mohawk de Saint-Régis dans l'État de New York.

Les Mohawks d'Akwesasne et leur conseil n'ont compétence que dans les deux premières, soit le territoire des réserves québécoise et ontarienne.

## Gouvernance
La bande est dirigée par un conseil de bande constitué d'un Grand chef et de plusieurs chefs, élus selon un système électoral coutumier. Pour la période 2021-2024, le conseil est composé du Grand chef Abram Howard Benedict, secondé par 12 chefs. 

## Annexe